# Municipio de Chiché
Municipio de Chiché är en kommun i Guatemala.   Den ligger i departementet Departamento del Quiché, i den centrala delen av landet, 70 km nordväst om huvudstaden Guatemala City.